# Державні автомобільні комунікації
Державні автомобільні комунікації (пол. Państwowa Komunikacja Samochodowa), або PKS — польська транспортна компанія зі штаб-квартирою у Варшаві. У минулому найбільший у країні державний оператор міських і приміських транспортних перевезень.

## Історія
У квітні 1945 року у Варшаві створили Державну автомобільну канцелярію, яку 1 липня того року перетворили в Державні автомобільні комунікації з регіональними філіями.
Основою юридичної незалежності підприємства була постанова Ради міністрів від 16 січня 1946 року «про створення державного підприємства Державні автомобільні комунікації».
До 1980-х років компанія обслуговувала майже весь комплекс приміських і міжміських автобусних перевезень та вантажоперевезень. Тоді ж відбувся поділ компанії на автобусні підрозділи (що обслуговують регіональний і приміський транспорт) і промислові компанії, що займаються вантажними автомобільними перевезеннями.
Об'єднання Державних автомобільних комунікацій було ліквідоване 1 січня 1982 року, як і всі інші спілки. У 1983 році у статусі незалежних державних підприємств були засновані транспортні компанії у таких містах: Білосток, Бидгощ, Гданськ, Катовиці, Кельці, Кошалін, Краків, Люблін, Лодзь, Ольштин, Ополе, Познань, Ряшів, Щецин, Варшава, Вроцлав, Зелена Гура, відповідно, на базі колишніх 17 регіональних філій ліквідованої компанії. 28 лютого 1983 року 14 з 17 підприємств добровільно приєдналися до державного підприємства Національного автомобільного зв'язку. Державні компанії ДАК у Кошаліні, Ольштині та Варшаві не приєдналися до Національного державного автотранспортного об'єднання.
Внаслідок трансформації системи у 1990 році Національна автомобільна транспортна компанія та інші 3 підприємства були поділені на 176 підприємств. Деякі суб'єкти були ліквідовані, змінили свою діяльність, пройшли консолідацію або приватизацію. На кінець вересня 2011 року налічувалося 147 підприємств, які походили з колишнього PKS: PPKS Koło (у ліквідації), 35 одномандатних державних компаній, 42 підприємства місцевого самоврядування, 49 компаній, пов'язаних з працівниками, та 21 приватна компанія (Mobilis, Veolia).
Після 1992 року деякі підприємства PKS, що належать Державному казначейству, використовували (використовують) назву Przedsiębiorstwo Państwowej Komunikacji Samochodowej (PPKS).
1 жовтня 1996 року повноваження засновницького органу Міністерства транспорту та морського господарства було передано воєводам.
Компанії PKS найчастіше здійснюють місцеві перевезення відповідно до офіційного розкладу водіння, замовленого владою, повітами та канцеляріями маршалів. У деяких невеликих містах.
Нині абревіатуру «PKS» використовують деякі приватні підприємства, які створили нові назви для створення такої абревіатури. Наприклад, компанія Private Car Communication, KAR Szostek (ярлик PKS Straszydle ) з села Стразид в Підкарпатському воєводстві.